# Claudio Deoricibus
Claudio Deoricibus (Cagliari, 13 febbraio 1973) è un compositore e chitarrista italiano di flamenco.

## Biografia
Claudio Deoricibus nato a Cagliari il 13 febbraio del 1973, inizia a suonare la chitarra classica a 8 anni, per poi scoprire il grande Paco de Lucía all’età di 14 anni e cominciare così un intenso studio sul flamenco che lo porterà fino a Siviglia e Cadice (Sanlucar de Barrameda), per immergersi nella cultura di questo magico mondo. Claudio studia il flamenco puro con i maestri Roberto Corrias e Manuel Lopez Romero, le tecniche e i ritmi della chitarra flamenca, le affinità con la cultura araba, con il canto, con la danza e le percussioni. Nonostante egli stesso rimarrebbe ore ad ascoltare il flamenco puro, capisce che lo stesso al di fuori della Spagna necessita di un linguaggio più universale e matura così un proprio stile che lo porterà a comporre innumerevoli brani raccolti nei suoi vari album. Crea quindi un moderno progetto musicale come solista, unito ad altre musiche e rivolto a un pubblico più vasto, ma senza mai perdere l’espressione flamenca, tanto che lo stesso afferma: “per me la musica è il corpo e il flamenco la sua anima”.. Nel 1992 registra il suo primo disco dal titolo The Setting Out (assieme al DJ Riccardo Steri). Il suo primo album come solista è invece El Mensaje registrato a Roma nel 1996 a cui seguono una collaborazione con Blackwood – In The City (1996) e Flamencomania – con la Compania Nuevo Flamenco (1997). Nel 1998 crea il gruppo Almoraima e registra l'album Yo le cantarè e l'EP De un amor sincero (2000). Successivamente riprende un intenso percorso come solista con gli Album Viento de Alcazar (2001), Barrio de S.ta Cruz (maturato a Siviglia nel 2009), Otra Forma (a Valencia nel 2010). La vera svolta arriva però dall’incontro con il noto discografico Beppe Aleo (Videoradio), che permette all’artista l’uscita sul mercato di due importanti album, Cuerdas y nada mas (2012) e Cuarenta (2013), quest'ultimo che vede la straordinaria collaborazione della star internazionale Andrea Braido e coedizione Videoradio – RAI TRADE Edizioni Musicali. Il 2014 è un anno caratterizzato dall'uscita di diversi singoli "Marsyla feat. Fly", "Fuego feat. Basilio Scalas", "Mariam de Chocolate", mentre il 2015 è un susseguirsi di Remix a cura di Mario Ana (Programmatore e Arrangiatore anche nei progetti in Studio) tra cui spiccano "Sabado" (Sabato, con Jovanotti) e Don't be so shy (con Imany). A questi segue il progetto En tu Alma, un EP interamente dedicato al grande Paco de Lucia, in collaborazione con il percussionista Basilio Scalas e il fisarmonicista e pianista Alessio Lasio con i quali, assieme alla ballerina Francesca Morescalchi, presenta i suoi spettacoli con il nome di Claudio Deoricibus y Grupo. Deoricibus si ripropone ancora con un nuovo Album dal titolo "Mosaic of Guitars" prodotto e distribuito dalla Smilax sia in digitale che in CD, un Album che vede per la prima volta diversi stili musicali uniti dalle note della sua chitarra e diversi brani cantati, grazie alla partecipazione di Claudia Muggianu, Mark Grace e Omar Formentin. Nello stesso album un grande contributo è dato invece ancora da Mario Ana, Basilio Scalas e Alessio Lasio. Tra il 2016 e il 2017, Deoricibus si trasferisce a Brighton in Inghilterra, dove presenta il suo nuovo spettacolo nelle città di Brighton e Londra, in un tour di quasi 100 serate in un solo anno e nell'estate 2017, rientra in Italia per una breve tournée. L'Artista e il gruppo attendono poi giusto qualche mese, 

## Discografia
1. The Setting Out - con il progetto RCM Cerdena (1992)
2. El Mensaje (1996)
3. Featuring con Blackwood - In The City (1996)
4. Flamencomania (1997)
5. Yo le cantaré - con ancora to Almoraima (1998)
6. De un amor sincero - con il progetto Almoraima (2000)
7. Viento Alcazar (2001)
8. Featuring con Malos Cantores - Sa Callella (2004)
9. Barrio de S.ta Cruz (2009)
10. Otra Forma (2010)
11. Cuerdas y nada mas (2012)
12. Cuarenta (2013)
13. Marsyla - Singolo (2013)
14. Mariam de chocolat,eda cui,
15. Fuego - Singol, nascerà la 14)
16. Featuring con Fran Cami, o - No Quiero Estar (2015)
17. Mosaic of guitars (2016)
18. En tu Alma - EP (2016)
19. The Cage - Singolo (2017)
20. featuring con Adiouza - Ma la nob Remix (2018)
21. Plaza del Sol Remix - Singolo (2020)
22. Mariquitas - Singolo (2021)
23. Tengo - Singolo (2022)
24. Gytano (2023)
25. Hamsin - Singolo (2024)
26. Il fait boom - Singolo (2024)
27. Cante de mi cuerdas - Singolo (2024)